# Dumitru Oprea
Dumitru Oprea (ur. 10 października 1952 w Mănești w okręgu Prahova) – rumuński polityk, wykładowca akademicki, profesor, parlamentarzysta krajowy i europejski.

## Życiorys
Ukończył w 1975 studia na Wydziale Nauk Ekonomicznych Uniwersytetu Aleksandra Jana Cuzy w Jassach. W 1986 na tej samej uczelni uzyskał stopień doktora nauk ekonomicznych. Zawodowo związany z tym uniwersytetem, od 1994 na stanowisku profesora. W latach 1996–2000 był dziekanem Wydziału Ekonomii i Zarządzania, a następnie przez osiem lat rektorem tej uczelni. W ramach działalności społecznej był m.in. fundatorem Fundației „Economist” (2000) i Fundației „Alumni” (2004).
Należał do Partii Narodowo-Liberalnej, z której odszedł do Partii Liberalno-Demokratycznej. W pierwszych powszechnych wyborach w 2007 uzyskał mandat posła do Parlamentu Europejskiego. Krótko był europosłem niezrzeszonym, następnie członkiem grupy chadeckiej. Pracował w Komisji Kultury i Edukacji. Z PE odszedł pod koniec 2008 w związku z wyborem w skład rumuńskiego Senatu z ramienia Partii Demokratyczno-Liberalnej (powstałej po przyłączeniu się PLD do Partii Demokratycznej). Reelekcję uzyskał w 2012, zaś w 2016 został wybrany w skład Izby Deputowanych.